# Дудник, Яким Минович
Яким Минович Дудник (1881, Мошны — 14.03.1934, Харьков) — заместитель председателя Совета народных комиссаров УССР, председатель Госплана УССР, Нарком земледелия УССР.

## Биография
С мая 1917 года — член РСДРП(б). До Февральской революции 1917 года преследовался царской охранкой за революционную деятельность.
Делегат XI (1930) и XII (1934) съездов КП(б)У и одного из съездов ВКП(б). Работал заместителем председателя СНК УССР, председателем Госплана УССР.
В 1924—1925 годах — заместитель Наркома земледелия УССР, Нарком земледелия УССР.

## Память
С 1930 по 1946 г. село Мошны носило название Дудницкое.